# 阿爾貝多-卡斯蒂奧內

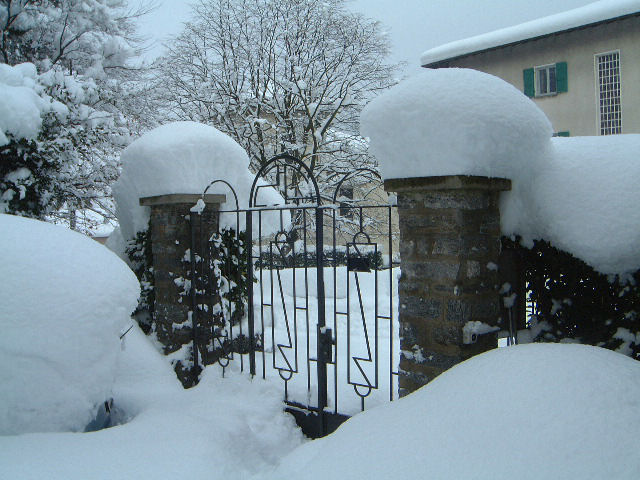

阿爾貝多-卡斯蒂奧內（Castione-Arbedo）是瑞士的城鎮，位於該國南部，由提契諾州負責管轄，面積21.28平方公里，海拔高度283米，2011年人口4,380，八成人口信奉羅馬天主教，人口密度每平方公里206人。